# العلاقات الباهاماسية الليبية
العلاقات الباهاماسية الليبية هي العلاقات الثنائية التي تجمع بين باهاماس وليبيا.

## مقارنة بين البلدين
هذه مقارنة عامة ومرجعية للدولتين:
| وجه المقارنة                                              | باهاماس      | ليبيا                                       |
| --------------------------------------------------------- | ------------ | ------------------------------------------- |
| المساحة (كم2)                                             | 13.88 ألف    | 1.76 مليون                                  |
| عدد السكان (نسمة)                                         | 395.36 ألف   | 6.37 مليون                                  |
| الكثافة السكانية (ن./كم²)                                 | 28.48        | 3.62                                        |
| العاصمة                                                   | ناساو        | طرابلس                                      |
| اللغة الرسمية                                             | لغة إنجليزية | اللغة العربية، اللغة العربية الفصحى الحديثة |
| العملة                                                    | دولار بهامي  | دينار ليبي                                  |
| الناتج المحلي الإجمالي (بليون دولار)                      | 12.16 مليار  | 50.98 مليار                                 |
| الناتج المحلي الإجمالي (تعادل القوة الشرائية) بليون دولار | 8.92 مليار   | 69.32 مليار                                 |
| الناتج المحلي الإجمالي الاسمي للفرد دولار أمريكي          | 22.82 ألف    |                                             |
| الناتج المحلي الإجمالي للفرد دولار أمريكي                 |              | 15.60 ألف                                   |
| مؤشر التنمية البشرية                                      | 0.790        | 0.724                                       |
| رمز المكالمات الدولي                                      | +1242        | +218                                        |
| رمز الإنترنت                                              | .bs          | .ly                                         |
| المنطقة الزمنية                                           | 00           | ت ع م+02:00، توقيت شرق أوروبا               |

## منظمات دولية مشتركة
يشترك البلدان في عضوية مجموعة من المنظمات الدولية، منها:
| علم المنظمة | اسم المنظمة                        | تاريخ انضمام باهاماس | تاريخ انضمام ليبيا |
| ----------- | ---------------------------------- | -------------------- | ------------------ |
|             | مؤسسة التنمية الدولية              | 23 يونيو 2008        | 1 أغسطس 1961       |
|             | يونسكو                             | 23 أبريل 1981        | 27 يونيو 1953      |
|             | وكالة ضمان الاستثمار متعدد الأطراف | 4 أكتوبر 1994        | 5 أبريل 1993       |
|             | الأمم المتحدة                      | 18 سبتمبر 1973       | 14 ديسمبر 1955     |
|             | الاتحاد البريدي العالمي            | ?                    | ?                  |
|             | البنك الدولي للإنشاء والتعمير      | 21 أغسطس 1973        | 17 سبتمبر 1958     |
|             | الاتحاد الدولي للاتصالات           | 19 أغسطس 1974        | 3 فبراير 1953      |
|             | منظمة حظر الأسلحة الكيميائية       | ?                    | ?                  |
|             | مؤسسة التمويل الدولية              | 8 ديسمبر 1986        | 18 سبتمبر 1958     |
|             | منظمة الشرطة الجنائية الدولية      | ?                    | ?                  |

## وصلات خارجية
- موقع وزارة الخارجية الليبية